# Quy tắc Sarrus

Quy tắc Sarrus: Định thức của ba cột bên trái là tổng của các tích chéo xuống sang phải trừ đi tổng của các tích chéo lên sang phải

Quy tắc Sarrus là một phương pháp ghi nhớ nhằm tính toán định thức của một ma trận {\displaystyle 3\times 3}. Nó được đặt theo tên của nhà toán học Pháp Pierre Frédéric Sarrus.
Xét một ma trận {\displaystyle 3\times 3}
{\displaystyle M={\begin{bmatrix}a_{11}&a_{12}&a_{13}\\a_{21}&a_{22}&a_{23}\\a_{31}&a_{32}&a_{33}\end{bmatrix}},}
khi đó, định thức của ma trận này có thể được tính theo cách bước sau.
Viết hai cột của ma trận sang bên phải cột thứ ba, để tạo thành năm hàng liền kề nhau. Sau đó, cộng tích của các đường chéo xuống (nét liền) vào nhau rồi trừ đi tổng các tích của các đường chéo lên (nét đứt). Thao tác này tương đương với
{\displaystyle {\begin{aligned}\det(M)&=\det {\begin{bmatrix}a_{11}&a_{12}&a_{13}\\a_{21}&a_{22}&a_{23}\\a_{31}&a_{32}&a_{33}\end{bmatrix}}\\[6pt]&=a_{11}a_{22}a_{33}+a_{12}a_{23}a_{31}+a_{13}a_{21}a_{32}-a_{31}a_{22}a_{13}-a_{32}a_{23}a_{11}-a_{33}a_{21}a_{12}.\end{aligned}}}

Một cách sắp xếp theo chiều dọc

Một cách sắp xếp hình "con bướm"

Một phương pháp tương tự dựa trên đường chéo cũng dùng được cho ma trận {\displaystyle 2\times 2}:
{\displaystyle \det(M)=\det {\begin{bmatrix}a_{11}&a_{12}\\a_{21}&a_{22}\end{bmatrix}}=a_{11}a_{22}-a_{21}a_{12}.}
Cả hai đều là trường hợp đặc biệt của công thức Leibniz, một công thức lại không cho ra cách ghi nhớ tương tự đối với các ma trận lớn hơn. Quy tắc Sarrus cũng có thể được rút ra từ khai triển Laplace của một ma trận {\displaystyle 3\times 3}.
Một cách khác để nghĩ về quy tắc Sarrus là tưởng tượng ra một ma trận được cuốn quanh một hình trụ, sao cho cạnh trái và cạnh phải được nối với nhau.